# Психология народов и масс (книга)
Психология народов и масс — распространённое русское название совместно изданных переводов книг Г. Лебона Психология народов (Les Lois Psychologiques de l'Évolution des Peuples (1894)) и Психология масс (La Psychologie des Foules (1895)). Вторая книга продолжает и дополняет выводы первой, но в оригинале (на французском) и в английских переводах (The Psychology of Peoples и The Crowd: A Study of the Popular Mind) данные книги обычно издаются отдельно, причём Психология масс гораздо более популярна в наше время и переиздаётся значительно чаще. В русских переводах вторая книга известна также как Психология толпы.
В книгах кратко изложены выводы автора о психологии народных масс (расы) и о психологии толп, сделанные в ходе многочисленных путешествий. Первая книга посвящена общему описанию психологии народов, вторая рассматривает психологию групп в качестве важнейшего мотива поведения индивида и причины исторических событий.
Многие положения этого труда взяты в основу современных рекламных и политтехнологий. По свидетельству бывшего секретаря Сталина и антикоммуниста Бориса Бажанова, книга «Психология толпы» Лебона была среди тех, которыми чаще всего пользовался Ленин.

## Основные положения «Психологии народов и масс»

### Книга первая «Психология народов»
- Основу цивилизации составляет душа расы, сформированная наследственными накоплениями. Она так же прочна и не подвержена изменениям, как и анатомические признаки расы. Душа расы представляет общность чувств, интересов верований.
- Все изменения в государственных учреждениях, религиях не затрагивают душу расы, но душа расы влияет на них.
- Искусство и культура — не показатель цивилизованности народа. Как правило, во главе цивилизаций стоят народы со слаборазвитой, утилитарной культурой, но сильным характером и идеалами. Сила цивилизации не в технических и культурных достижениях, а в характере и идеалах.
- Ценности латинских народов — подчинение сильной, деспотичной власти; англосаксов — приоритет частной инициативы.
- Естественная тенденция эволюции цивилизаций — дифференциация. Панацея демократии — достижение равенства через воспитание и навязывание своей культуры высшими народами низшим, — заблуждение. Несвойственная народу даже более высокая культура подрывает его нравственность и уничтожает ценности, сформированные веками, что делает такой народ ещё ниже. В большинстве случаев, новые верования и учреждения приносят лишь новые названия, не изменяя сути уже имеющихся.
- Кроме наследственных чувств на историю народа влияют идеи-догмы. Опускаясь в сферу бессознательного, они имеют огромную силу. Единственный враг веры — другая вера.
- Всеми своими успехам народ обязан лишь горстке избранных, которые реализуют события, подготовленные веками.

### Книга вторая «Психология масс»
- В XIX веке власть толпы сменяет власть элит.
- Основные свойства толпы: анонимность (безнаказанность), зараза (распространение мнения), внушаемость (толпу можно заставить видеть даже то, чего нет на самом деле), стремление немедленно претворить свои идеи в жизнь.
- Психология толпы похожа на психологию дикарей: импульсивность, раздражительность, неспособность обдумывать, отсутствие рассуждения и критики, преувеличенную чувствительность.
- Поведение толпы изменчиво, так как она реагирует на импульсы.
- В толпе нет сомнений. Она впадает в крайности, при которых любое подозрение может превратиться в неоспоримую очевидность
- Массы уважают только силу.
- Идеи толпы удерживаются только категоричностью и не обладают никакой связью.
- Рассуждения толпы примитивны и основаны только на ассоциациях.
- Толпа способна воспринимать только образы, причём, чем ярче образ, тем лучше восприятие. Чудесное и легендарное воспринимается лучше, чем логичное и рациональное.
- Формулы, облечённые в слова, избавляют толпу от необходимости думать. Формулы неизменны, но слова, в которые они заключены, должны соответствовать времени. Самые ужасные вещи, названные благозвучными словами (братство, равенство, демократия), принимаются с благоговением.
- Толпа направляется не к тем, кто даёт ей очевидность, а к тем, кто даёт ей прельщающую её иллюзию.
- Толпе необходим вожак. Вожак не обязательно умён, так как ум рождает сомнения. Он деятелен, энергичен, фанатичен. Только слепо верящий в свою идею вожак может заразить верой других. Главное качество великого вожака — упорная, стойкая воля.